# جاسم الكندري
جاسم علي محمد شريف أحمد الكندري من مواليد دولة الكويت في عام 1963 ، نائب سابق، شارك في انتخابات مجلس الأمة الكويتي في الفصل التشريعي العاشر عام 2003 وفاز بالعضوية عن الدائرة الثانية والعشرون - الرقة - وحصل علي (3046) صوت، وجاء بالمركز الأول.

## عضوياته بالمجلس
- رئيس لجنه الحفاظ على القيم والأخلاق في مجلس الأمه 2006.
- عضو اللجنة التشريعية والقانونية في المجلس 2005.
- عضو اللجنة الإسكانيه في المجلس 2005.
- عضو لجنه الشباب والرياضة 2005.
- رئيس اللجنة الصحيه والشؤون الاجتماعيه والعمل 2003.
- عضو لجنه الداخليه والدفاع 2003.

## عضوياته ومناصبه
- عضو مجلس إدارة جمعيه المعلمين الكويتية فرع الأحمدي 1989 - 1997.
- رئيس اللجنة النسائيه في جمعيه المعلمين الكويتيه فرع الأحمدي 1989 - 1993.
- رئيس اللجنة الثقافيه في جمعيه المعلمين الكويتية فرع الأحمدي 1993 - 1997.
- مدير مركز الدراسات التربوية 1993.

عضو اللجنة الإعلاميه في السفارة الكويتية في دولة قطر الشقيقه أثناء الغزو العراقي الغاشم على دولة الكويت.

## مواقفه في مجلس الأمة
| الكتل                                                    | الكتلة الاسلامية         |
| اللجان                                                   | الشؤون الاجتماعية والعمل |
| إحالة قانون الدوائر إلى عشر إلى المحكمة الدستورية (2006) | غير موجود                |
| تقليص الدوائر إلى خمس (2006)                             | كتلة ال 29               |
| حقوق المرأة السياسية (2005)                              | ممتنع                    |
| طلب طرح الثقة بالجارالله (2005)                          | مؤيد للاستجواب           |
| طرح الثقة بالنوري (2004)                                 | ممتنع                    |